# 戦時国債

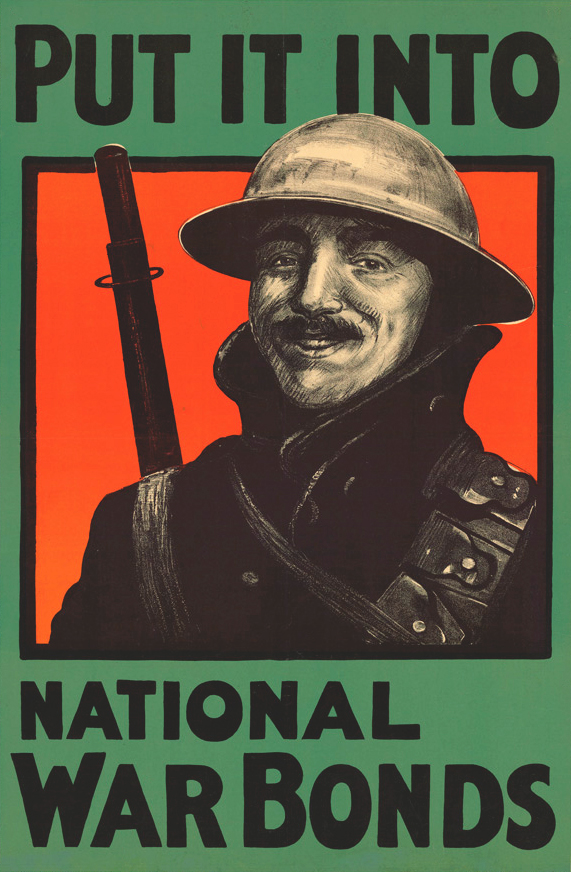
1918年、イギリスにおける戦時国債の広告

戦時国債（せんじこくさい）は、戦争をするにあたって、軍事作戦や兵站その他に必要な費用を賄うために戦争当事国の政府が発行する債券である。戦時国債は、しばしば勝利債券と呼ばれ、プロパガンダに使われる。

## 歴史

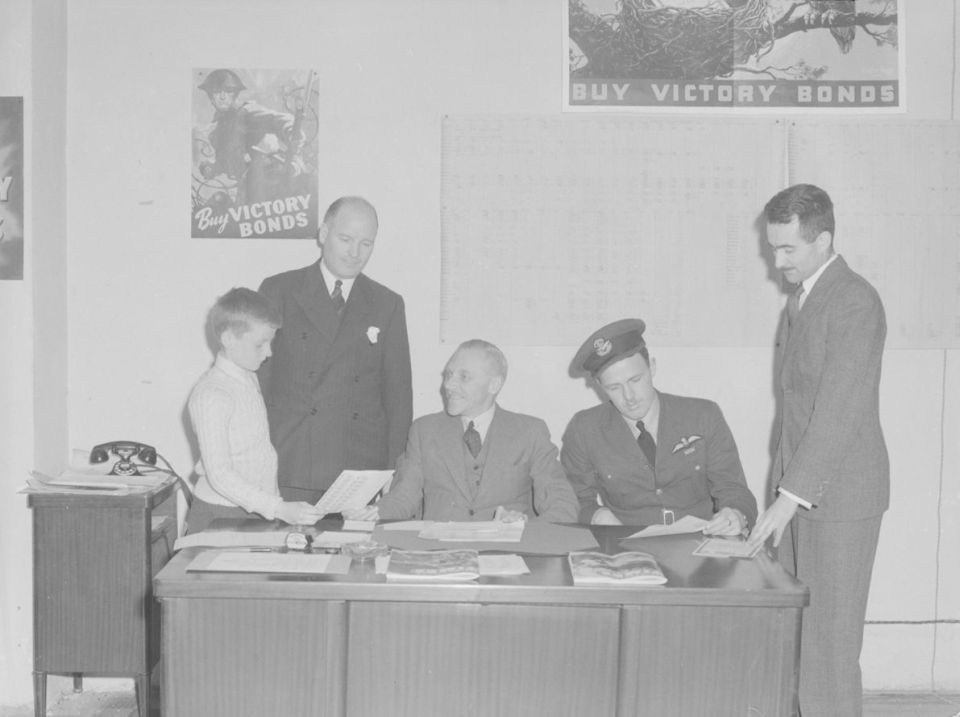
モントリオールの債券販売所

### カナダ
1939年9月10日、第二次世界大戦でカナダが参戦すると、戦時国債の発行が開始された。カナダの戦費の半分は戦時国債と戦争貯蓄証明書で賄われていた。

### ドイツ
ドイツは、第一次世界大戦のときと同様に、長期の戦時国債を購入する説得は行わなかった。短期の戦時国債を金融機関から直接借りることで戦争資金を確保した。

### 日本
日本は日中戦争、太平洋戦争期の戦争財政の財源の7割強は戦時国債であった。この戦時国債の約7割が日本銀行の直接引受（その後市中売却）で発行されていた。
戦時中の国債新規発行額の推移
| 年度   | 総額    | 軍事公債 | 歳入補填公債 | 植民地事業公債 | 内地事業公債 |
| ------ | ------- | -------- | ------------ | -------------- | ------------ |
| 1937年 | 2,230   | 1,751    | 355          | 52             | 71           |
| 1938年 | 4,530   | 3,807    | 579          | 88             | 55           |
| 1939年 | 5,517   | 4,371    | 940          | 142            | 64           |
| 1940年 | 6,885   | 5,228    | 1,265        | 166            | 65           |
| 1941年 | 10,191  | 7,100    | 2,433        | 159            | 119          |
| 1942年 | 13,719  | 12,564   | 308          | 175            | 75           |
| 1943年 | 20,471  | 17,538   | 1,866        | 408            | 232          |
| 1944年 | 30,810  | 23,809   | 5,870        | 654            | 568          |
| 1945年 | 42,474  | 32,260   | 9,011        |                | 990          |
| 合計   | 136,827 | 108,428  | 22,627       | 1,844          | 2,239        |

## 戦時国債の処理
第二次世界大戦に日本が敗北すると、日本政府の手元には1408億円の戦時国債が残された。日本政府は、一度限りとして財産税を導入してこの戦時国債を返済しようとした。終戦当時、日本国民が保有する総財産は4000~5000億円ほどであった。「物の金が極端に不均衡な現状では、国債は実体のない財産にすぎず、むしろ悪性インフレや経済崩壊の原因である。」とした政府は、国民が所有する財産を吸収してその不均衡を是正する必要があるとした。財産税の初期構想では、税率は20~100%とされ、最終的に25~90%とされた。